# 쿼드룬

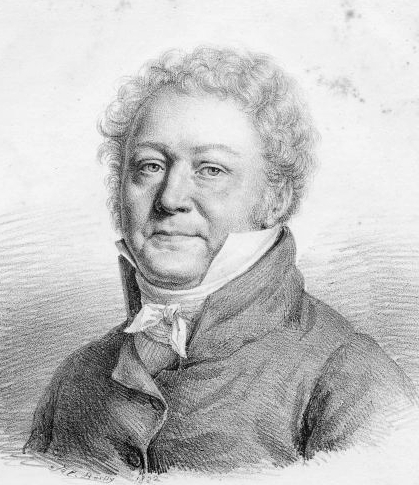

쿼드룬(quadroon)은 물라토와 백인사이에 태어난 혼혈인(흑인의 피가 1/4 섞임)이다.

## 같이 보기
- 인도계 남아프리카 공화국인
- 미슐링
- 모리스코
- 한방울 규칙
- 인종위생
- 샐리 헤밍스